# Palau Nereu Ramos
El Palau Nereu Ramos, també anomenat Palau del Congrés Nacional, és la seu del Congrés Nacional de Brasil. Inaugurat el 1960, va ser dissenyat per Oscar Niemeyer, amb càlculs estructurals de Joaquim Cardozo. Es troba a la Plaça dels Tres Poders a Brasília. El seu nom homenatja a Nereu d'Oliveira Ramos, 20° president de Brasil.

## Descripció
D'arquitectura moderna brasilera, és l'únic edifici situat a la part central del braç oriental de l'Eix Monumental. L'edifici es tracta d'un bloc horitzontal on estan disposats, a l'esquerra, en una semiesfera petita amb una cúpula còncava, la seu del Senat Federal i a la dreta, en una altra semiesfera amb cúpula convexa i forma de bol, la seu de la Cambra de Diputats. Entre elles hi ha dues torres d'oficines individuals que s'enfilen un centenar de metres d'alçada. El Congrés també ocupa altres edificis circumdants, alguns dels quals connectats per un túnel.
Al desembre de 2007, any en què Niemeyer va complir 100 anys d'edat, l'Institut do Patrimoni Històric i Artístic Nacional va declarar a l'edifici del Congrés Nacional i altres 34 edificis de la seva autoria com a patrimonis històrics de Brasil.

## Galeria

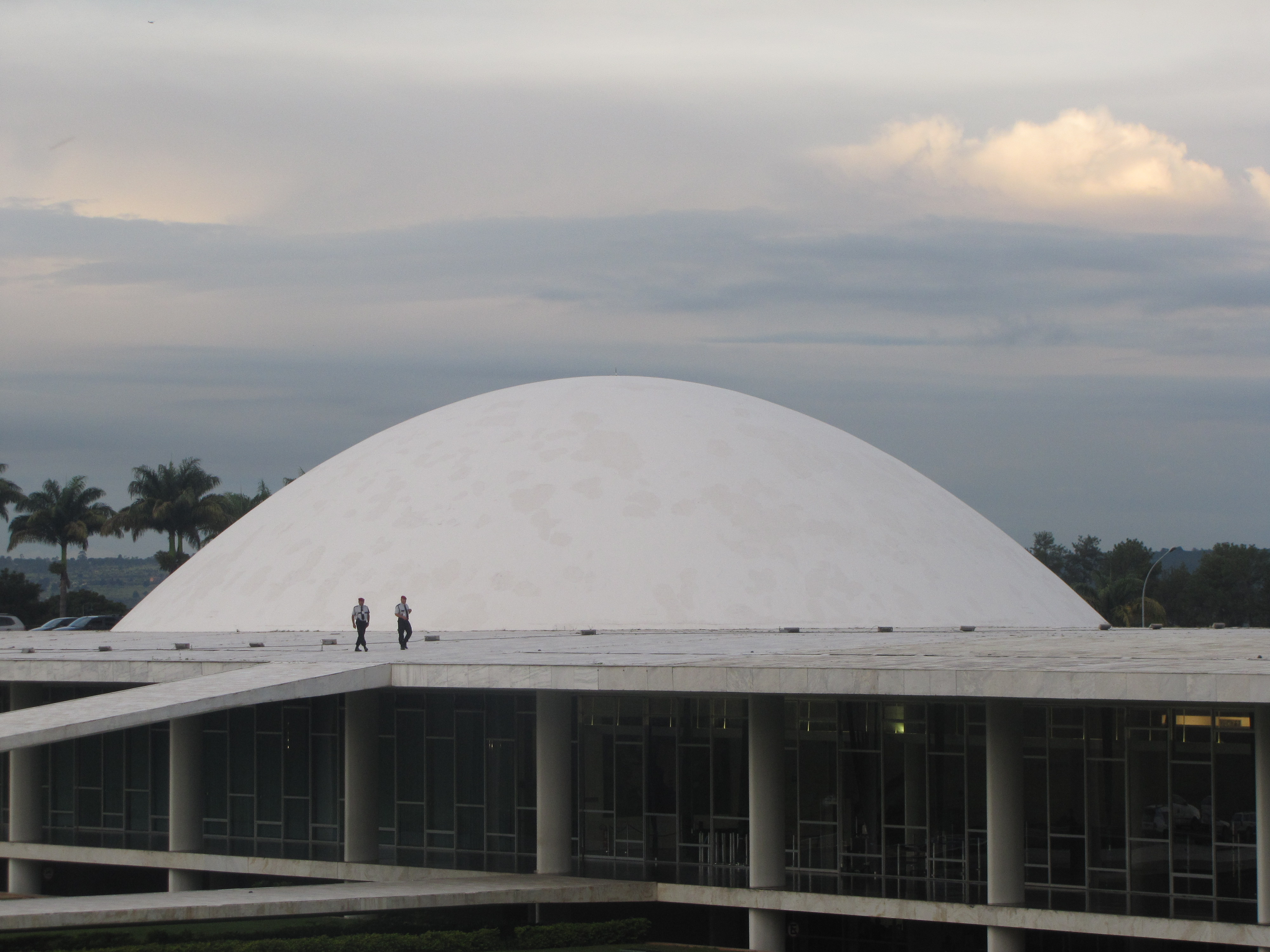
Seu del Senat Federal
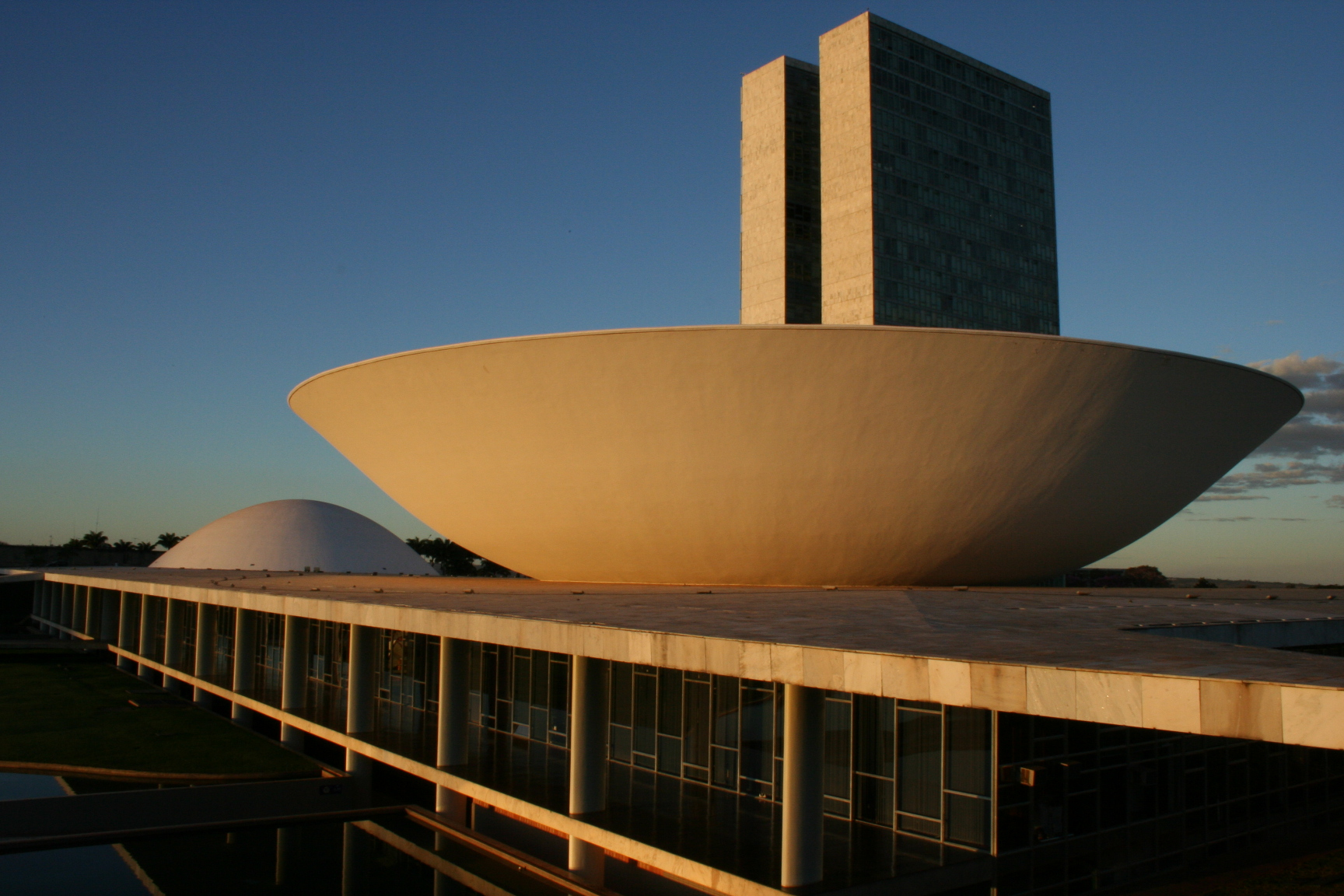
Seu de la Cambra de Diputats
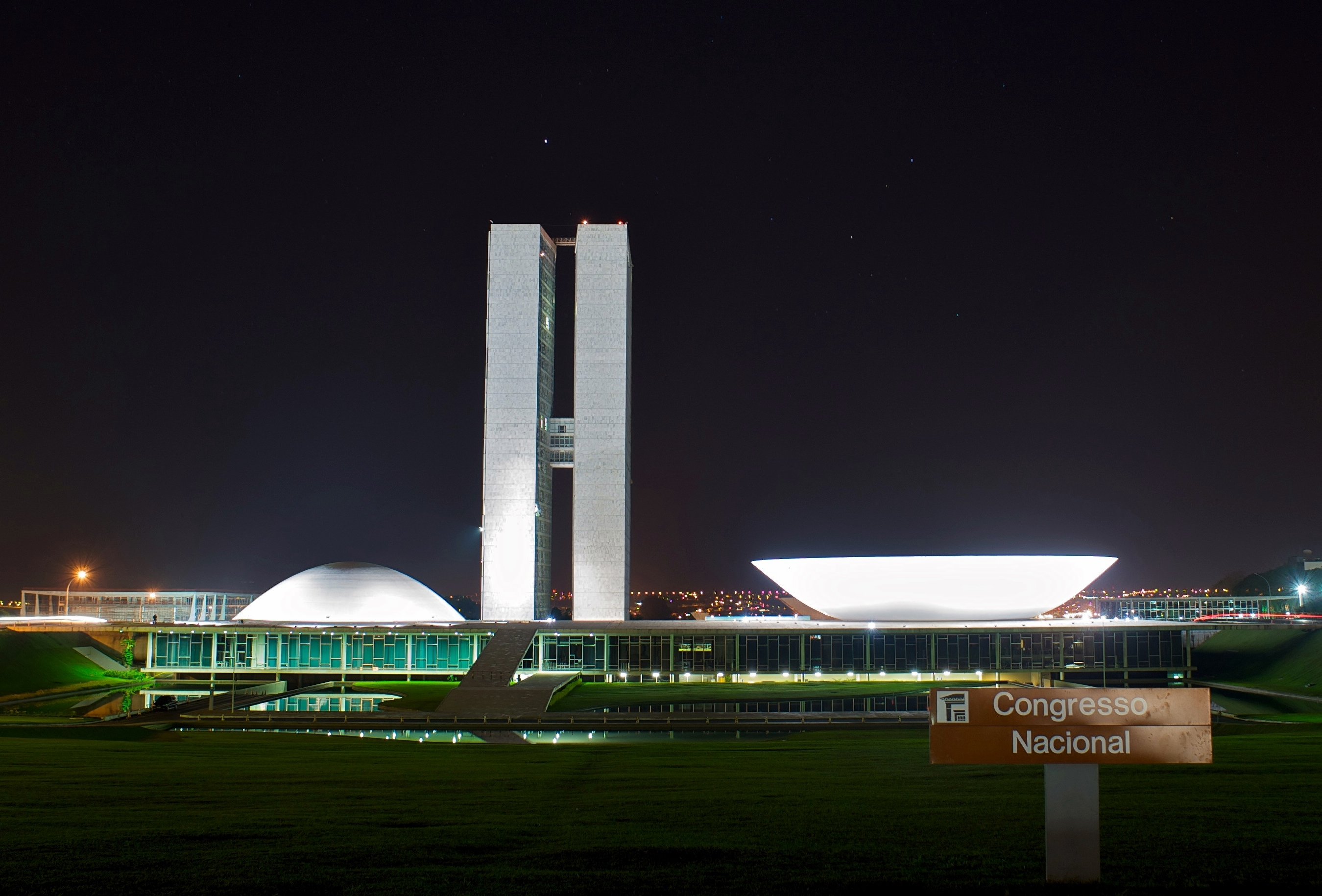
Vista nocturna
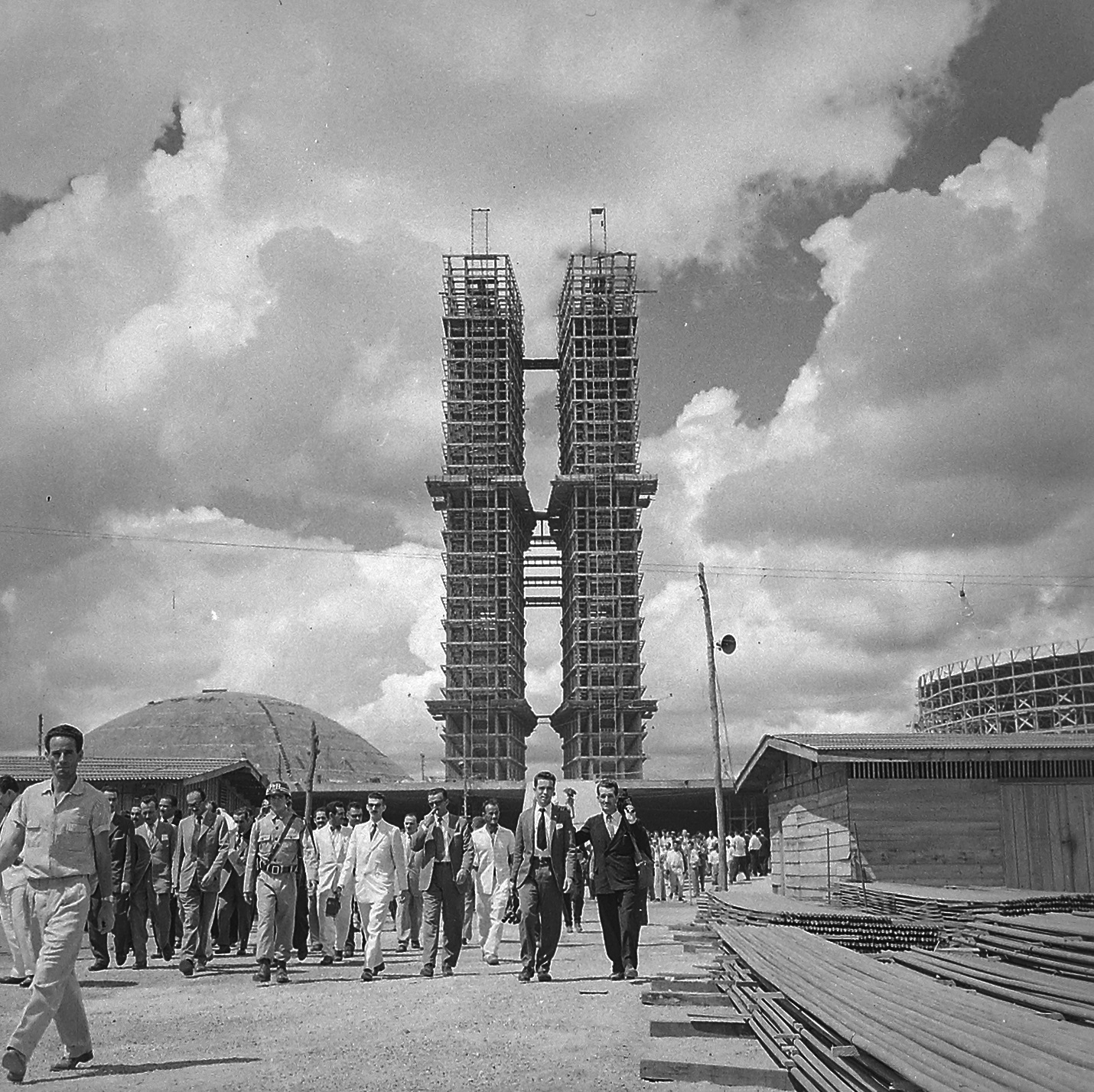
Construcció del Palau Nereu Ramos en 1959. Arxiu Nacional de Brasil.